# جوزيف إف. فارلي
جوزيف إف. فارلي (بالإنجليزية: Joseph F. Farley)‏ هو ضابط أمريكي، ولد في 22 يونيو 1889 في أوكسفورد في الولايات المتحدة، وتوفي في 25 نوفمبر 1974 بسبب سرطان المريء.